# Roy Makaay
Rudolphus „Roy” Antonius Makaay (n. 9 martie 1975, Wijchen, Țările de Jos) este un fost jucător de fotbal neerlandez. În prezent este antrenor secund la o grupă de juniori a clubului Feyenoord Rotterdam. În timp ce juca la Bayern München a fost supranumit „Das Phantom” („Fantoma”), datorită abilității sale de a marca din faze care nu anunțau nimic. Are origini indoneziene.

## Palmares

### Club
Deportivo La Coruña
- La Liga: 1999-00
- Copa del Rey: 2001–02
- Supercopa de España: 2000, 2002

 Bayern München
- Bundesliga: 2004–05, 2005–06
- DFB-Pokal: 2004–05, 2005–06
- DFB-Ligapokal: 2004

 Feyenoord
- Cupa KNVB: 2007–08

### Individual
- Trofeul Pichichi: 2003
- Gheata de aur: 2003